# Ricardo (entreprise)
Ricardo plc est une entreprise britannique cotée en bourse fondée par Sir Harry Ricardo en 1915. Depuis 1919 son siège social est situé à Shoreham-by-Sea, dans le Sussex de l'Ouest. Ricardo conçoit des moteurs, des transmissions, des pièces mécaniques, des systèmes de transport intelligents et des systèmes pour véhicules hybrides et électriques. Ses clients sont des entreprises qui évoluent dans les domaines des transports, de la défense et des énergies durables.

## Histoire
L'entreprise a été fondée le 8 février 1915 par Sir Harry Ricardo, un ingénieur britannique. Elle a d'abord été enregistrée le 10 août 1915 sous le nom d'« Engine Patents Ltd » ; la société porte aujourd'hui le nom de « Ricardo plc ».
L'entreprise  a connu le succès grâce à la conception d'un moteur qui améliorait considérablement les performances des chars utilisés pendant la Première Guerre mondiale. Ce produit utilisait plusieurs nouvelles technologies qui permettaient d'accroître l’efficacité des engins de guerre et de réduire leurs émissions de fumées qui trahissaient leur position sur le champ de bataille. Ce moteur a été utilisé dans de nombreux domaines qui allaient des locomotives ferroviaires aux générateurs électriques. Sa puissance et sa fiabilité étaient les meilleures de tous les moteurs disponibles à cette époque. Avec près de 8 000 unités produites, il est devenu le premier moteur à combustion interne fabriqué en série au Royaume-Uni. En 1919, les bénéfices de ce premier succès ont permis à Harry Ricardo de financer l'achat du terrain à Shoreham sur lequel est toujours installé le siège de la société.
Contrairement à beaucoup d’autres sociétés de cette époque, Sir Ricardo s’est dès le début concentré sur l'innovation et les nouvelles technologies, plutôt que sur la production directe de moteurs ou de véhicules. Les technologies développées par Ricardo ont permis par exemple de créer de nouveaux carburants plus efficaces et plus performants.
Au fil des ans, l'entreprise s'est considérablement développée et opère aujourd'hui sur plusieurs continents et sur différents secteurs. Elle reste toujours fidèle à son éthique d'excellence en matière d'ingénierie et d'innovation technologique durable.